# Đại Lộc (Quảng Nam)
Điện Bàn is een district in de Vietnamese provincies Quảng Nam. De hoofdplaats van Điện Bàn is Ái Nghĩa.

## Geografie
De geografische ligging van Điện Bàn is in het noordoosten. Het grenst in het noorden aan de stad met provincierechten Đà Nẵng en Đông Giang. In het westen grenst het aan het district Nam Giang. In het zuiden grenst het aan district Nông Sơn. In het zuidoosten grenst het aan Duy Xuyên en in het oosten grenst het aan Điện Bàn. De oppervlakte van Đại Lộc bedraagt 585,55. Đại Lộc heeft 158.052 inwoners.

### Rivieren
Door Đại Lộc stromen een aantal rivieren. De grootste is de Vu Gia. Andere grote rivieren zijn de Con en de Thu Bồn.

### Wegen
De belangrijkste weg in Đại Lộc is de Quốc Lộ 14B.

## Administratieve eenheden
- Thị trấn Ái Nghĩa
- Xã Đại An
- Xã Đại Chánh
- Xã Đại Cường
- Xã Đại Đồng
- Xã Đại Hiệp
- Xã Đại Hòa
- Xã Đại Hồng
- Xã Đại Hưng
- Xã Đại Lãnh
- Xã Đại Minh
- Xã Đại Nghĩa
- Xã Đại Phong
- Xã Đại Quang
- Xã Đại Sơn
- Xã Đại Tân
- Xã Đại Thắng
- Xã Đại Thạnh